# Now, There Was a Song!
Now, There Was a Song! è il quinto album in studio dell'artista country Johnny Cash ed il suo quinto album pubblicato dalla Columbia Records. È il primo album di Johnny Cash ad essere composto interamente da "cover" di brani di altri artisti, come Hank Williams, Ernest Tubb e George Jones. Fu pubblicato nel 1960 e successivamente è stato ripubblicato dalla Legacy Recordings l'11 ottobre 1994, mantenendo la tracce originali dell'LP, senza aggiunte.

## Tracce
1. Seasons of My Heart - 2:29 - (Darrell Edwards, George Jones)
2. I Feel Better All Over - 2:03 - (Kenney Rogers, Leon Smith)
3. I Couldn't Keep From Crying - 2:08 - (Marty Robbins)
già registrata da Cash quando si trovava alla Sun Records
4. Time Changes Everything - 1:49 - (Tommy Duncan)
5. My Shoes Keep Walking Back to You - 2:06 - (Les Ross, Bob Wills)
6. I'd Just Be Fool Enough (to Fall) - 2:05 - (Melvin Endsley)
7. Transfusion Blues - 2:32 - (Roy Hogsed)
8. Why Do You Punish Me (For Loving You) - 2:18 - (Erwing Ring)
9. I Will Miss You When You Go - 2:01 - (Baby Stewart, Ernest Tubb)
10. I'm So Lonesome I Could Cry - 2:38 - (Hank Williams)
11. Just One More - 2:12 - (Frank Jones)
12. Honky Tonk Girl - 1:58 - (Chuck Harding, Hank Thompson)

## Musicisti
- Johnny Cash - Voce
- Luther Perkins - Chitarra Leader
- Johnny Western - Chitarra Ritmica
- Don Helms - Chitarra Steel
- Marshall Grant - Basso
- Buddy Harman - Percussioni
- Gordon Terry - Violino
- Floyd Cramer - Piano

## Altri Collaboratori
- Don Law - Produttore
- Frank Jones - Produttore